# Hombres del Norte
En el Universo de ficción de J. R. R. Tolkien los Hombres del Norte son parte de los pueblos Atani que en su viaje hacia el Oeste, luego del despertar en Hildórien, no llegaron a Beleriand y se asentaron en las tierras entre las Montañas Nubladas y el Mar de Rhûn. Solo una pequeña parte de sus huestes, ya divididas en tres Casas, cruzaron las Hithaeglir y las Ered Luin, que serían los que los Elfos llamaban Edain.

## Historia de los Hombres del Norte
De estos Atani solo dos de las Casas, la de Hador y la de Bëor se quedaron al este de las Montañas Nubladas, pues la Casa de Haleth y los Drúedain continuaron el viaje, cruzaron al oeste y se asentaron, en su mayoría, en Eriador y el Norte de las Montañas Blancas
Según Tolkien el Pueblo de Hador y el de Bëor se habían asentado en costas opuestas del Mar de Rhûn, los primeros en los Bosques del Nordeste y los segundos en las colinas del Suroeste. Pero al igual que la Tercera Casa se vieron empujados a abandonar sus moradas en el Gran Mar Interior por la presión que otros pueblos, que habían caído bajo la Sombra de Morgoth, ejercían sobre ellos. Ambos Pueblos se dirigieron hacia el Oeste y una gran parte de sus huestes, pero principalmente los Hombres de Hador, no cruzaron las Hitaeglir; quedándose en las grandes planicies entre el Bosque Negro y el río Carnen en donde entraron en tratos con los Enanos. Años más tarde muchos se dirigieron a habitar las tierras del Sur del Gran Bosque Verde, las tierras entre los lindes orientales de este y el río Celduin y Los Altos Valles del Anduin. Durante toda la Primera Edad estos Hombres sembraron comunidades de pastores y agricultores en todo Rhovanion. 
En la Segunda Edad, la alianza con los Enanos se fortificó cuando los Orcos volvieron a sus hogares, al este de las Montañas Nubladas; luego de la caída de Morgoth. Los Hombres del Norte proveyeron a los Enanos de protección, fuerza militar y comida y los Naugrim equiparon a los Hombres con armas de hierro y otros petrechos militares. Cuando Sauron, a mediados de la Segunda Edad, asoló la región esta alianza se debilitó y los Hombres del Norte casi fueron exterminados por completo, los sobrevivientes se retiraron a los valles de las Montañas Nubladas y a las profundidades del Gran Bosque Verde, y a los valles del norte, donde los Barbiluengos mantenían plazas fuertes. Después de la derrota de Sauron en la Guerra de la Última Alianza, estos pueblos lentamente volvieron a poblar sus antiguos hogares.
En la Tercera Edad fueron conocidos por Elfos y Enanos como los "Hombres Libres del Norte" y participaron activamente de la Historia de Rhovanion. De estos Hombres son descendientes los siguientes Pueblos conocidos en la Tercera Edad:
- Los Hombres de Esgaroth y Valle, cuyas historias se cuentan en otra parte.
- Los Éothéod que posteriormente fueron conocidos como Rohirrim u Hombres de Rohan quienes tuvieron gran participación en las Guerras de Gondor en el Este.
- Los Beórnidas el pueblo del Hombres Oso quienes habitaron en el linde centro oeste del Bosque Negro quienes tuvieron participación en la Historia que se cuenta en El hobbit.
- Los Hombres del Bosque, que se asentaron en las profundidades centrales del Gran Bosque y durante muchos siglos protegieron esa parte del Bosque de las incursiones de Sauron desde Dol Guldur.

## Cultura
Como vimos, los Hombres del Norte son los antecesores de los Edain, especialmente de los Pueblos de Hador y de Beör, por lo que sus características raciales no difieren de la que conocieron los Elfos de Beleriand, aunque entre estos predominaban los descendientes de la Casa Mayor, puesto que de los Beörrimn pocos habían quedado en Rhovanion. Es decir la gran mayoría eran «de cabellos dorados» y ojos azules, de buena contextura física y gran estatura además «listos de mente, resistentes y audaces, rápidos para el enfado y la risa».
Su lengua es la precursora del Adunaico es decir la de los Hombres de Númenor y se cree que Tolkien se basó en el nórdico antiguo cuando pensó en la evolución de las lenguas de los Hombres de la Tierra Media y por lo tanto los Hombres del Norte hablaban esta lengua. Su lenguaje todavía pervivía, a finales de la Tercera Edad del Sol, en la Ciudad de Valle y en Esgaroth. Además los enanos, celosos por ocultar su propio lenguaje, lo aprendieron para tener trato con los hombres y con los elfos.
En su gran mayoría los Hombres del Norte se dedicaron a la agricultura y la ganadería de pastoreo, a excepción de los Hombres de Esgaroth, que se dedicaron al comercio y los Hombres de Ciudad de Valle que incursionaron en la producción de manufacturas, bajo la atenta enseñanza de los Enanos de Erebor. Por ello tuvieron pocas y pequeñas ciudades (como Framburgo en los Altos Valles del Anduin). Vivían al aire libre, en pequeñas casas de madera, con establos comunitarios lo que los hacía muy vulnerables, no solo al ataque de enemigos sino también a las pestes que asolaron la región al promediar la Tercera Edad; debido a las condiciones de hacinamiento, en la que vivían y a sus escasos conocimientos «en las artes de la curación y la medicina».